# Terremoto de Coquimbo de noviembre de 2015
El terremoto de Coquimbo de noviembre de 2015 fue un sismo ocurrido a las 04:31:41 hora local (UTC –3) del sábado 7 de noviembre de 2015, que alcanzó una magnitud de 7,0 en la escala sismológica de magnitud de momento. El epicentro se ubicó a 17 kilómetros al oeste de Punitaqui, en la región de Coquimbo, en el norte de Chile. Fue percibido en gran parte del país y en algunas zonas de Argentina.
El Servicio Hidrográfico y Oceanográfico de la Armada de Chile (SHOA) decretó «alarma de tsunami menor, con olas que podrían llegar a los 2 a 3 metros de altura » para todo el borde costero chileno entre Huasco y Punitaqui. La alerta se canceló 11 minutos más tarde al comprobarse que el sismo no reunía las condiciones necesarias para generar un tsunami.

## Intensidades
La Oficina Nacional de Emergencia del Ministerio del Interior (Onemi) de Chile informó perceptibilidad del terremoto en su respectivo territorio. Las intensidades a continuación están expresadas en la escala sismológica de Mercalli.
| Ciudad             | País  | Región        | Población | Intensidad |
| ------------------ | ----- | ------------- | --------- | ---------- |
| La Serena-Coquimbo | Chile | Coquimbo      | 448 381   | VII        |
| Los Vilos          | Chile | Coquimbo      | 20 122    | VI         |
| Santiago           | Chile | Metropolitana | 6 507 572 | V          |
| Gran Valparaíso    | Chile | Valparaíso    | 974 215   | IV         |
| Copiapó            | Chile | Atacama       | 172 231   | IV         |
| Vallenar           | Chile | Atacama       | 53 087    | IV         |